# Starlancer
StarLancer ist ein von Digital Anvil entwickeltes Computerspiel für den PC und die Sega Dreamcast, das im Jahr 2000 von Microsoft veröffentlicht wurde und dem Genre der Weltraum-Flugsimulationen angehört.

## Geschichte
Das Spiel beschreibt den Konflikt zwischen der Allianz (Amerikaner, Australier, Franzosen, Spanier, Italiener, Japaner, Briten und Deutsche) und der Koalition (Russen, Araber und Chinesen), den beiden Fraktionen der menschlichen Rasse, die sich inzwischen über das ganze Sonnensystem ausgebreitet hat. Bei der Unterzeichnung eines Friedensvertrags wird die Allianz von der Koalition hintergangen; die meisten Allianz-Stellungen und -Raumschiffe werden zerstört sowie viele Soldaten und Zivilisten getötet. Einige Schiffe der Allianz können sich jedoch retten und errichten eine provisorische Einsatzbasis, von der aus sie den Kampf gegen die Koalition aufnehmen.
An dieser Stelle steigt der Spieler in die Geschichte ein. Er spielt einen namenlosen Piloten, der sich freiwillig auf der Seite der Allianz, welche die „Guten“ repräsentiert, zum Militär gemeldet hat. Noch während des Intros wird er dem 45. Freiwilligengeschwader zugeteilt und auf den Carrier ANS Reliant versetzt. Carrier entsprechen den heutigen Flugzeugträgern und können kleinere Raumjäger starten, einen solchen fliegt der Spieler. Die Führer des Geschwaders sind Commander Maria Enriquez, welche die Missionsbriefings abhält und gelegentlich zur Unterstützung mitfliegt, sowie Brad Callan (Spitzname Viper), welcher das Geschwader zu Beginn des Spiels während der Missionen führt. Später im Spiel explodiert Callans Raumschiff aufgrund eines technischen Defekts und Marc Bannister (Spitzname Bandit) ersetzt ihn. Trotz der im Spiel verwendeten gleichen Bezeichnungen steht Enriquez im Rang über Callan und Bannister.
Da der Spieler andere Piloten bitten kann, sein Ziel für ihn zu zerstören oder ihm zu helfen, weil er beschossen wird, wird der Spieler in vielen Berichten über das Spiel mit dem Geschwaderführer verwechselt. Tatsächlich handelt sich hierbei aber nur um Bitten, denen die anderen Piloten nachkommen, damit die Verluste während der Missionen möglichst gering sind und der Einsatz optimal abläuft.
Mit der Zeit gelingt es der Allianz trotz ihrer zahlen- und waffenmäßigen Unterlegenheit, die Koalition immer weiter zurückzudrängen und schließlich (am Ende des Spiels) sogar den Drahtzieher des Hinterhalts bei der Unterzeichnung des Vertrags auszuschalten. Bis zu diesem Zeitpunkt muss die Allianz allerdings auch selbst noch einige Verluste hinnehmen, so wird beispielsweise der Carrier des Spielers zerstört, sodass das gesamte 45. Geschwader auf die ANS Yamato verlegt wird. Auch das Geschwader, über das die Yamato zu diesem Zeitpunkt bereits verfügt, die Ronin, geht verloren.
Im Laufe der Handlung erwirbt das Geschwader durch zahlreiche schwierige, aber erfolgreich absolvierte Einsätze einen guten Ruf, bis es schließlich von 45. Freiwilligengeschwader in 45. Flying Tigers umbenannt und so zu einem „echten“ Geschwader wird. Zusammen mit dem Lob (bzw. der Kritik), die die Piloten nach jeder Mission vom Geschwaderführer erhalten, soll dies den Spieler für seinen Einsatz belohnen und ihn motivieren.
Die Geschichte wird durch Berichte über Ereignisse, Personen und Schiffe ergänzt, die der Spieler zwischen den Missionen einsehen kann.

## Spielablauf
Das Spiel besteht aus 24 einzelnen Missionen. Vor jeder Mission wird der Spieler zusammen mit anderen Piloten aus seinem Geschwader in einer Einsatzbesprechung über die nächste Mission aufgeklärt und kann sich dementsprechend einen Raumjäger sowie dessen Raketenbestückung aussuchen. Es fliegen immer nur der Geschwaderführer, der Spieler sowie vier weitere Piloten mit, obwohl das Geschwader aus wesentlich mehr Piloten besteht. Diese stehen für die folgenden Missionen bereit, falls jemand abgeschossen wird. Während der einzelnen Missionen erhält das Geschwader zumeist keinen Nachschub, weder an Waffen noch an Piloten.
Im Laufe des Spiels steigt der Spieler, abhängig von der Anzahl der abgeschossenen gegnerischen Schiffe, im Rang auf, und erhält so Zugriff auf bessere Schiffe und Raketen. Zwischen den einzelnen Missionen kann er sich frei in seinem Quartier bewegen und diverse Extras ansehen oder benutzen. So stehen immer ein neuer Nachrichtenbericht im Fernsehen, ein CD-Player, ein Kasten mit den bereits erspielten Medaillen, ein Aquarium, ein Flugsimulator zum Training (und als Tutorial) sowie ein Computer zur Verfügung. Letzterer bietet neben den bisherigen Missionsergebnissen und einer Textfassung aller bisherigen Nachrichtensendungen auch Informationen über eigene und gegnerische Schiffe und Piloten sowie die Möglichkeit, alle bisherigen Videosequenzen anzusehen.
Zu einem gewissen Grad hat der Spieler Einfluss darauf, wie seine Missionen aussehen. Wird beispielsweise ein wichtiges Ziel in einer Mission nicht zerstört, kann es passieren, dass nachfolgende Missionen deswegen schwerer werden. Zum Beispiel kann ein zuvor nicht zerstörter, gegnerischer Carrier plötzlich ins Missionsgebiet eintreten, sodass der Spieler eine zusätzliche gegnerische Jägerstaffel bekämpfen muss. Es ist sogar möglich eine Mission (erfolgreich) abzuschließen, obwohl man abgeschossen wurde. Die Geschichte selbst, die zahlreiche Wendungen enthält, kann der Spieler so allerdings nicht entscheidend verändern.

## Weitere Versionen
Die Sega-Dreamcast-Version verzichtet auf viele der oben erwähnten Extras. Es gibt kein begehbares Trägerschiff, das Briefing wurde auf den Missionsdaten-Bildschirm nebst Sprache reduziert und viele Kleinigkeiten wie die Piloten- und Schiffsdatenbank fallen unter den Tisch. Die Missionen sind jedoch komplett identisch mit denen der PC-Version.